# Museo de Arte Virreinal
El Museo de Arte Virreinal o Casa Humboldt, es un museo de estilo barroco en Taxco de Alarcón, conocido por haberse hospedado en sus instalaciones el científico de Prusia Alexander von Humboldt durante el año de 1803. Se encuentra en el Centro histórico de Taxco.

## Museo
La Casa Humboldt se convirtió en museo el 8 de mayo de 1992, debido a que fue el lugar que se escogió para resguardar la colección de arte sacro que fue encontrado dentro del Templo de Santa Prisca de Taxco durante el año de 1988.

### Salas
El museo cuenta con varias sala de exhibición.
- Sala de antecedentes históricos
- Sala de desarrollo de Taxco
- Sala Don José de la Borda
- Sala de Santa Prisca
- Sala de manufacturas
- Sala mobiliario
- Sala oratorio
- Sala Liturgias II
- Sala del Biombo de Belem y Virgen de los Dolores
- Sala Pinacoteca
- Sala Alexander von Humboldt

## Alexander von Humboldt
Durante el mes de abril de 1803, se hospedo en este edificio el científico alemán Alexander von Humboldt, el cual fue reconocido como Benemérito de la Patria por Benito Juárez en 1859, siendo el Instituto Cultural Mexicano Alemán el que develara una placa en la propiedad.

## Restauración
Debido a las afectaciones sufridas por el sismo del 19 de septiembre de 2017, el museo fue restaurado y abierto al público el 20 de agosto de 2019.

## Galería

Museo de Arte Virreinal.
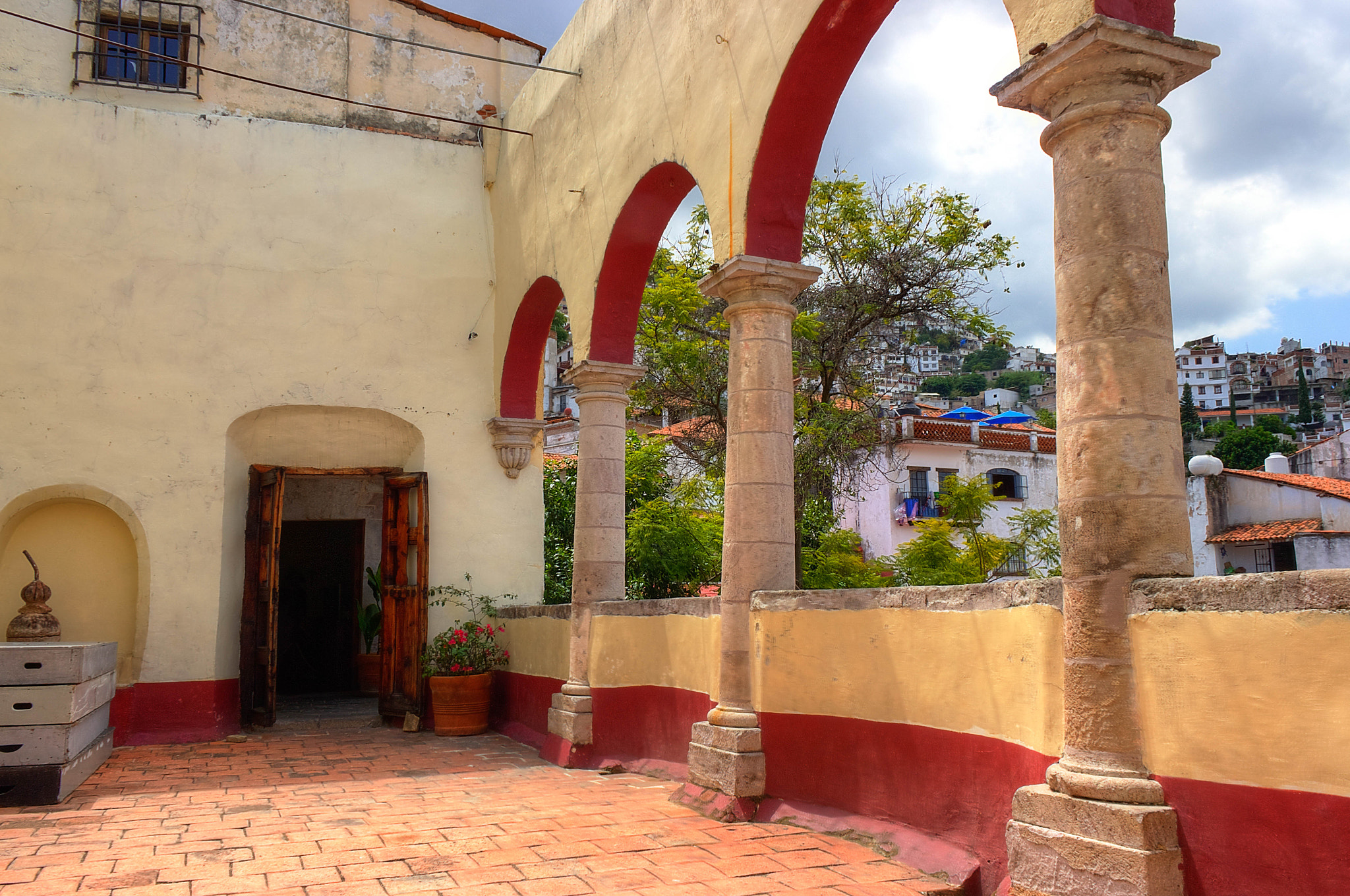
Patio barroco del museo.
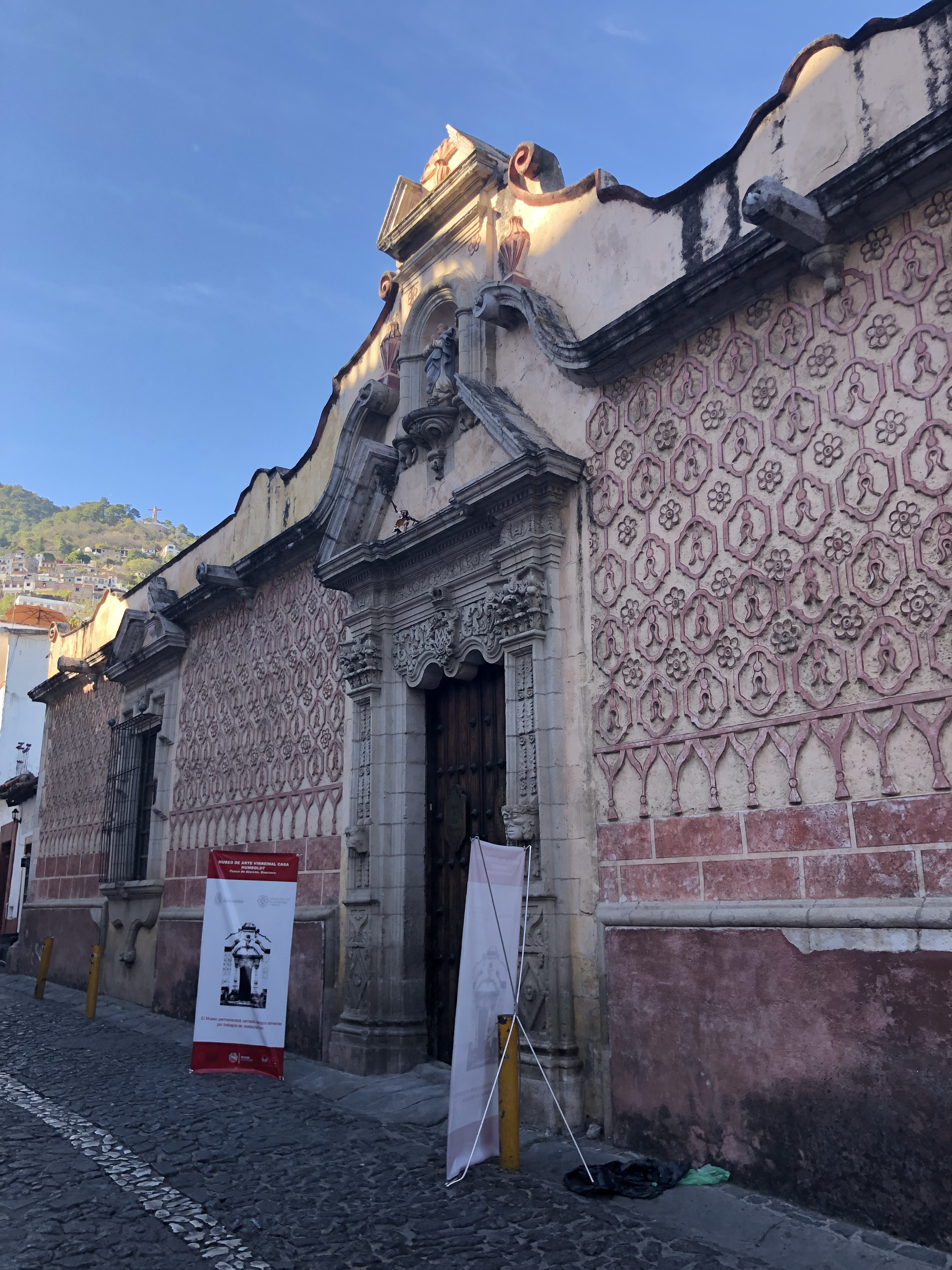
Fachada principal.
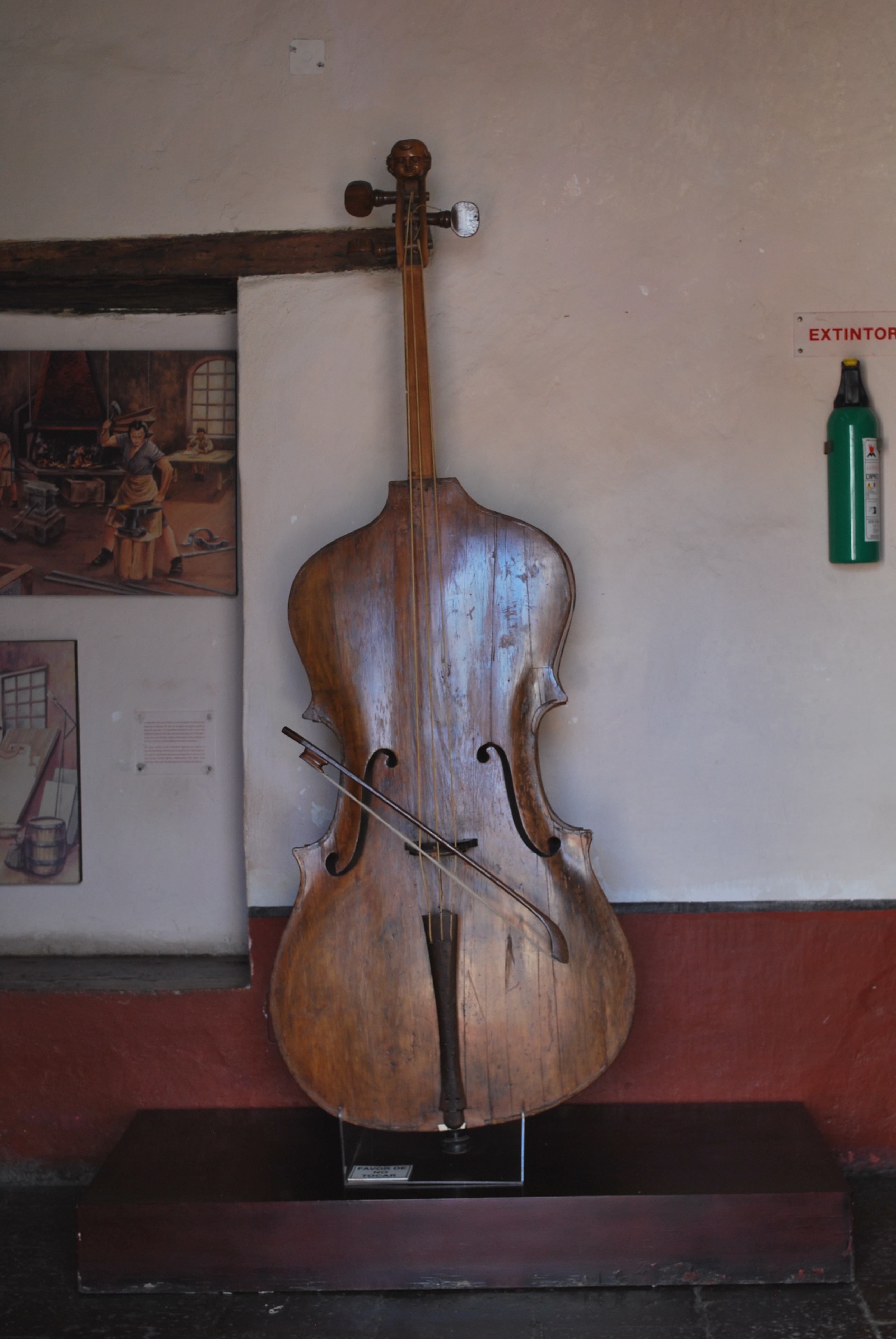
Violín, época colonial.
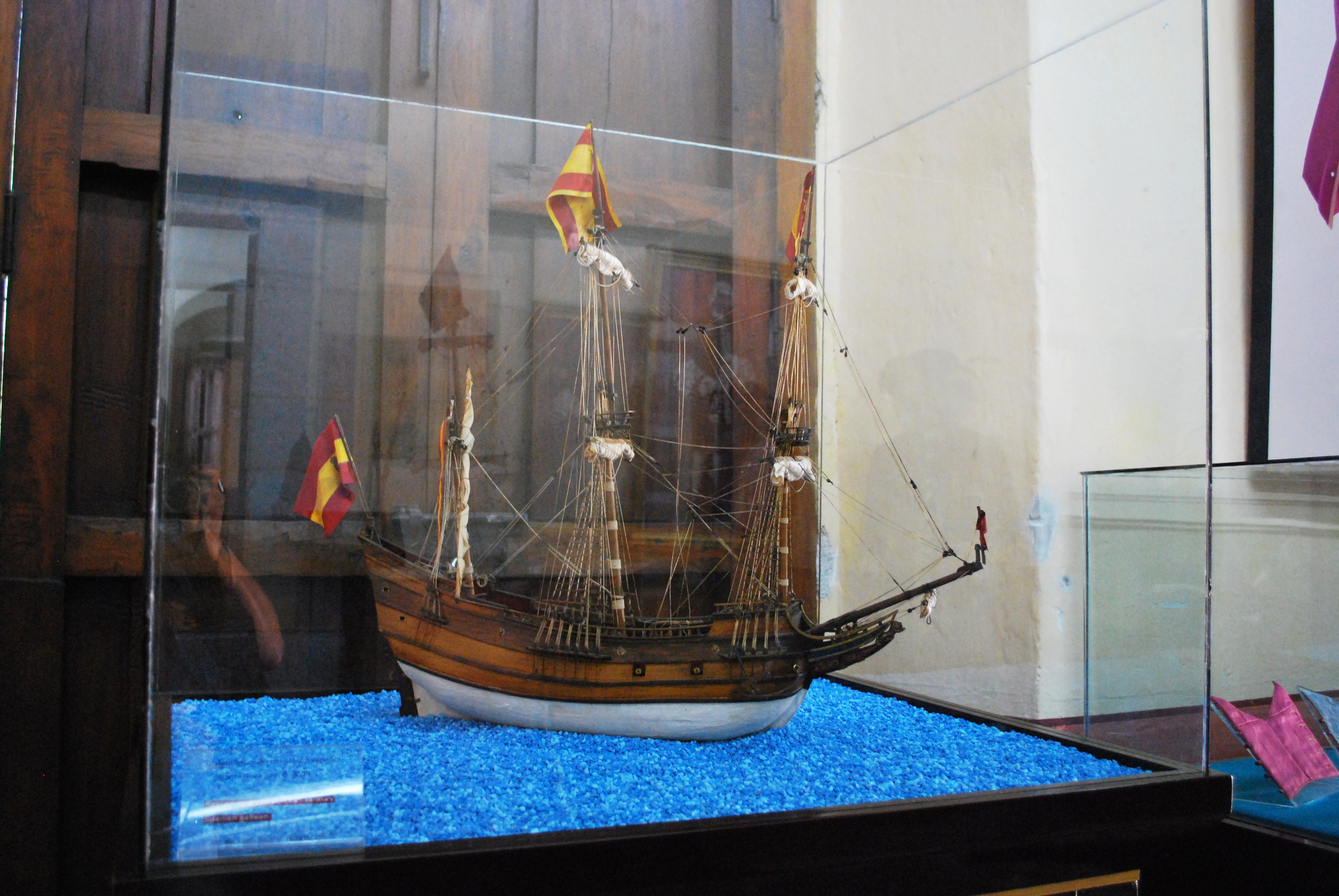
Galeón español.
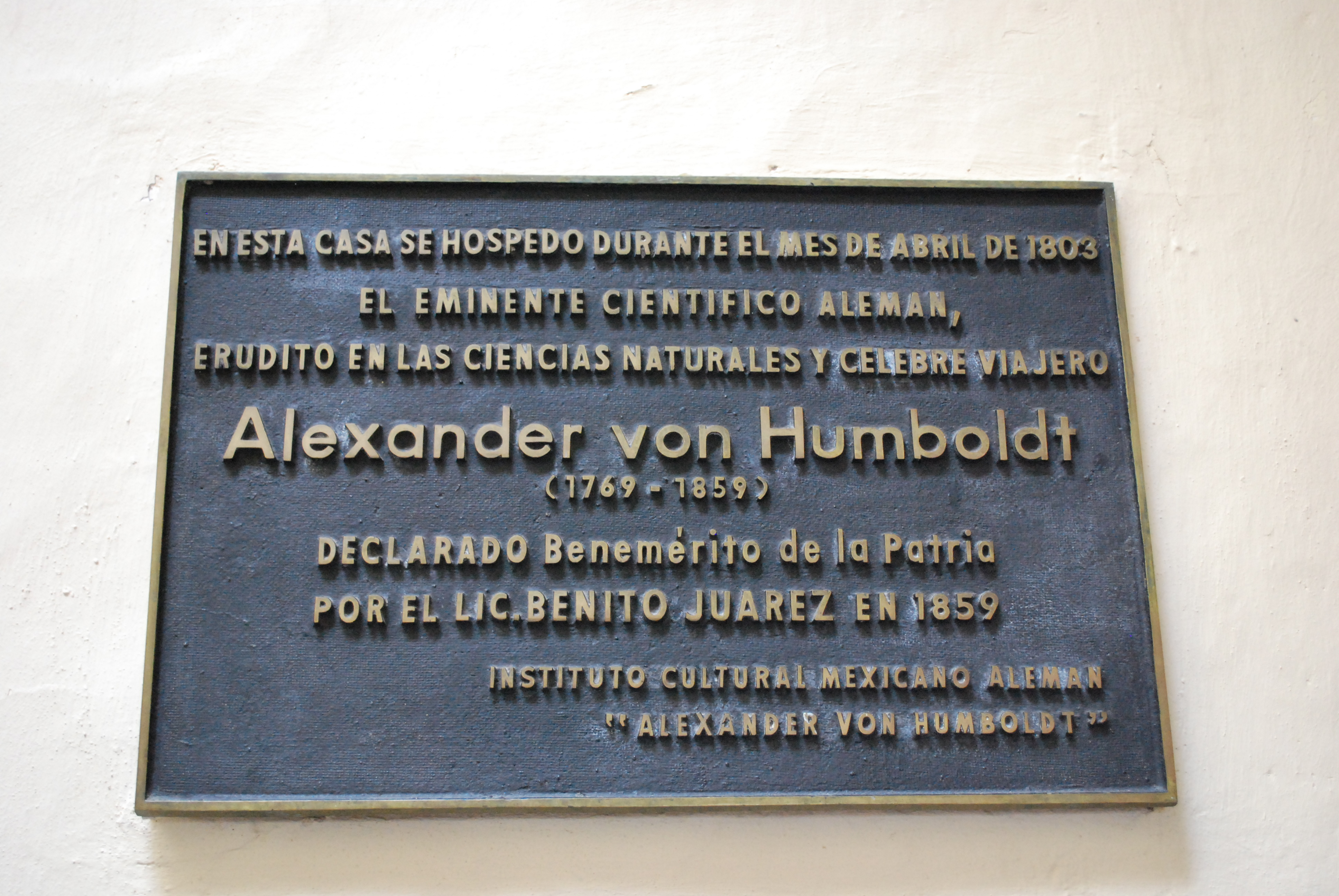
Placa conmemorativa.
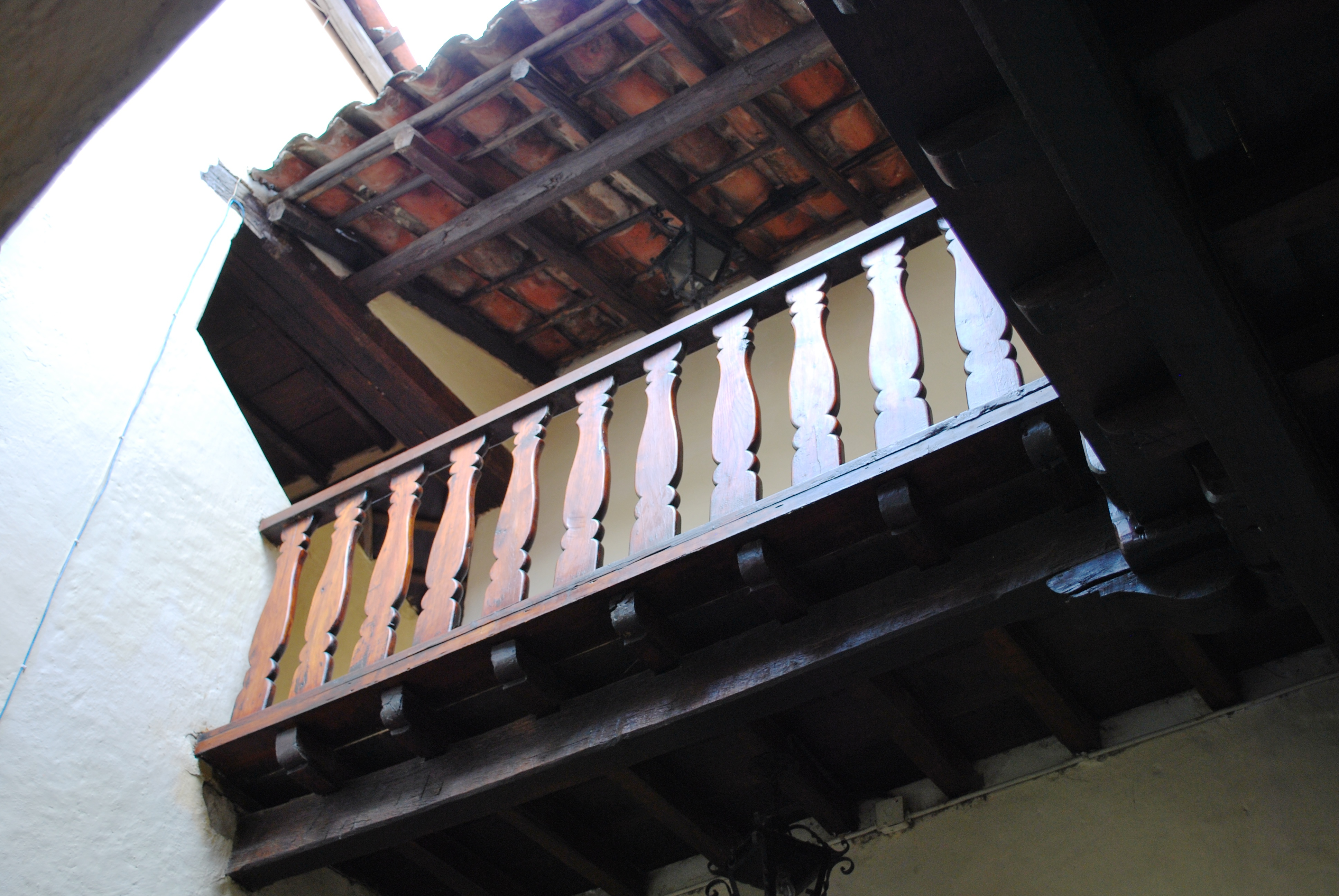
Balcón barroco.